# Fernand Djoumessi

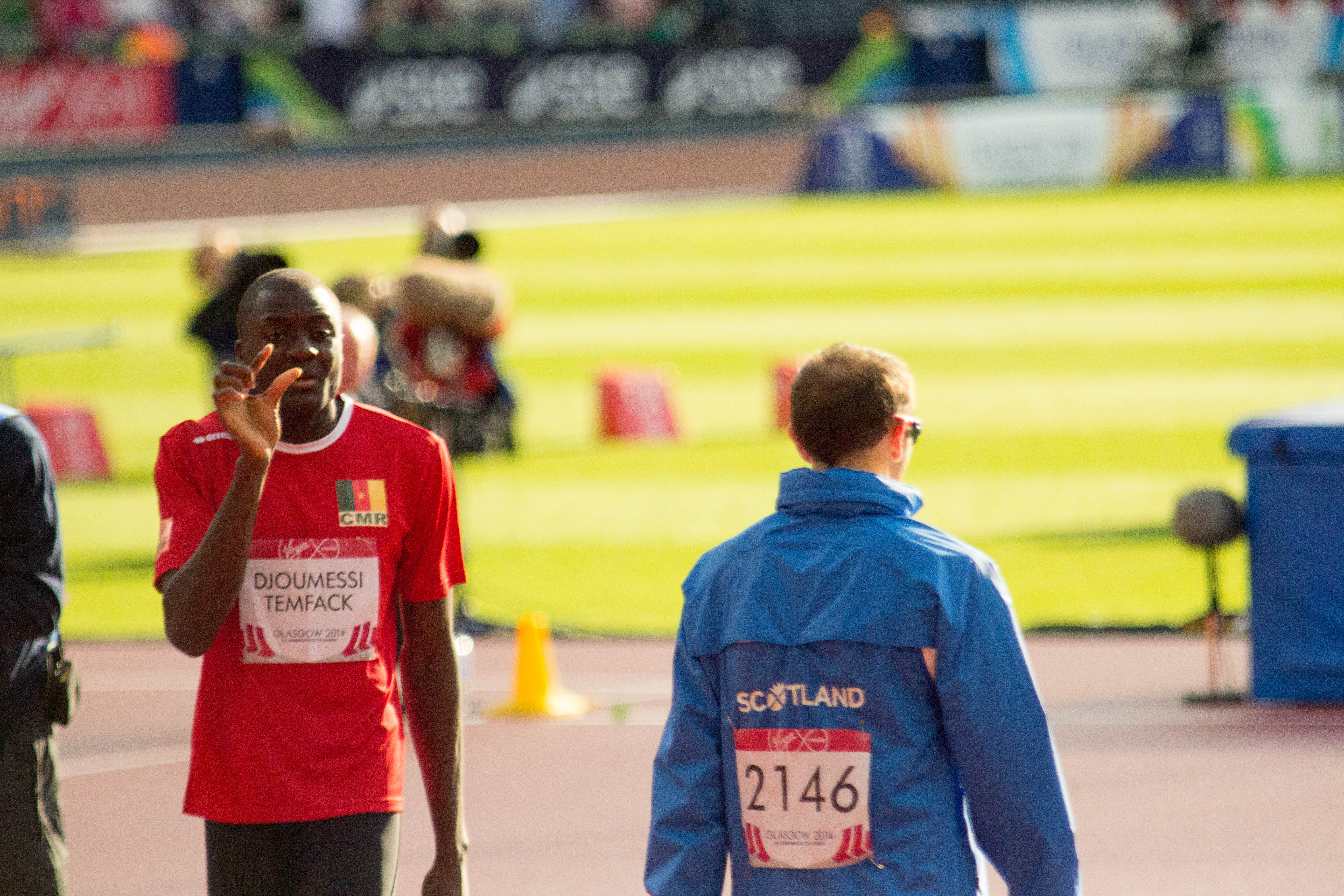
Fernand Djoumessi bei den Commonwealth Games 2014

Fernand Djoumessi (* 5. September 1989) ist ein kamerunischer Hochspringer.
Bei den Leichtathletik-Afrikameisterschaften 2010 in Nairobi gewann er Silber.
2014 wurde er Siebter bei den Commonwealth Games in Glasgow, holte Silber bei den Afrikameisterschaften in Marrakesch und wurde Siebter beim Leichtathletik-Continental-Cup in Marrakesch.

## Persönliche Bestleistungen
- Hochsprung: 2,28 m, 19. Juni 2014, Bühl (kamerunischer Rekord) 
  - Halle: 2,25 m, 23. Februar 2014, Bordeaux (kamerunischer Rekord)